# Heroes (Måns Zelmerlöw-dal)
A Heroes (magyarul: Hősök) Måns Zelmerlöw svéd énekes dala, amellyel Svédország képviseletében megnyerte a 2015-ös Eurovíziós Dalfesztivált Bécsben. A dal 2015. március 14-én, a svéd nemzeti döntőben, a Melodifestivalenen megszerzett győzelemmel érdemelte ki a dalversenyen való indulás jogát.

## Eurovíziós Dalfesztivál
2014. november 25-én vált hivatalossá, hogy az énekes is résztvevője a 2015-ös Melodifestivalen mezőnyének. Dalával először az február 28-i negyedik elődöntőben versenyzett Örebroban, ahonnan első helyezettként sikeresen továbbjutott a döntőbe. A március 14-én stockholmi Friends Arenában rendezett döntőben a nemzetközi zsűri és a nézők szavazatai alapján megnyerte a válogatóműsort, így ő képviselhette hazáját az Eurovíziós Dalfesztiválon. Érdekesség, hogy 20 ponttal többet kapott, mint amennyit a korábbi rekorder Loreen Euphoria című dala gyűjtött 2012-ben.
A dalfesztivál előtt Amszterdamban és Londonban eurovíziós rendezvényeken népszerűsítette versenydalát.
A dalt először a május 21-én rendezett második elődöntőben adta elő, fellépési sorrendben tizenharmadikként, az Izlandot képviselő Maria Olafs Unbroken című dala után és a Svájcot képviselő Mélanie René Time to Shine című dala előtt. Az elődöntőből első helyezettként sikeresen továbbjutott a május 23-i döntőbe, ahol fellépési sorrendben tizedikként lépett fel, a Norvégiát képviselő Mørland & Debrah Scarlett A Monster Like Me című dala után és a Ciprust képviselő John Karayiannis One Thing I Should Have Done című dala előtt. A szavazás során összesítésben 365 ponttal (Ausztráliától, Belgiumtól, Dániától, az Egyesült Királyságtól, Finnországtól, Izlandtól, Lengyelországtól, Lettországtól, Norvégiától, Olaszországtól, Svájctól és Szlovéniától maximális pontot kapott) megnyerte a versenyt és megszerezte Svédország hatodik eurovíziós győzelmét, egyben a 2016-os Eurovíziós Dalfesztivál rendezési jogát is elnyerte. Érdekesség, hogy a 2016-ban bevezetett új szavazási módszerig ez a dal volt a harmadik legmagasabb pontszámot összegyűjtött dal a dalfesztivál történelmében.
A következő svéd induló Frans volt az If I Were Sorry című dalával a hazai rendezésű 2016-os Eurovíziós Dalfesztiválon, Stockholmban.
A következő győztes az Ukrajnát képviselő Jamala 1944 című dala volt.

### Kapott pontok
Második elődöntő
| Össz | Szavazó országok | Szavazó országok | Szavazó országok | Szavazó országok | Szavazó országok | Szavazó országok | Szavazó országok | Szavazó országok | Szavazó országok | Szavazó országok | Szavazó országok | Szavazó országok | Szavazó országok | Szavazó országok | Szavazó országok | Szavazó országok | Szavazó országok | Szavazó országok | Szavazó országok | Szavazó országok   |
| Össz | Litvánia         | Írország         | San Marino       | Montenegró       | Málta            | Norvégia         | Portugália       | Csehország       | Izrael           | Lettország       | Azerbajdzsán     | Izland           | Svájc            | Ciprus           | Szlovénia        | Lengyelország    | Ausztrália       | Németország      | Olaszország      | Egyesült Királyság |
| ---- | ---------------- | ---------------- | ---------------- | ---------------- | ---------------- | ---------------- | ---------------- | ---------------- | ---------------- | ---------------- | ---------------- | ---------------- | ---------------- | ---------------- | ---------------- | ---------------- | ---------------- | ---------------- | ---------------- | ------------------ |
| 217  | 10               | 10               | 12               | 8                | 12               | 12               | 12               | 12               | 12               | 12               | 4                | 12               | 12               | 12               | 12               | 12               | 12               | 12               | 10               | 7                  |

Döntő
| Össz | Szavazó országok | Szavazó országok | Szavazó országok | Szavazó országok | Szavazó országok   | Szavazó országok | Szavazó országok | Szavazó országok | Szavazó országok | Szavazó országok | Szavazó országok | Szavazó országok | Szavazó országok | Szavazó országok | Szavazó országok | Szavazó országok | Szavazó országok | Szavazó országok | Szavazó országok | Szavazó országok | Szavazó országok | Szavazó országok | Szavazó országok | Szavazó országok | Szavazó országok | Szavazó országok | Szavazó országok | Szavazó országok | Szavazó országok | Szavazó országok | Szavazó országok | Szavazó országok | Szavazó országok | Szavazó országok | Szavazó országok | Szavazó országok | Szavazó országok | Szavazó országok | Szavazó országok |
| Össz | Szlovénia        | Franciaország    | Izrael           | Észtország       | Egyesült Királyság | Örményország     | Litvánia         | Szerbia          | Norvégia         | Ciprus           | Ausztrália       | Belgium          | Ausztria         | Görögország      | Montenegró       | Németország      | Lengyelország    | Lettország       | Románia          | Spanyolország    | Magyarország     | Grúzia           | Azerbajdzsán     | Oroszország      | Albánia          | Olaszország      | Moldova          | Hollandia        | Finnország       | Macedónia        | Fehéroroszország | Dánia            | Írország         | San Marino       | Málta            | Portugália       | Csehország       | Izland           | Svájc            |
| ---- | ---------------- | ---------------- | ---------------- | ---------------- | ------------------ | ---------------- | ---------------- | ---------------- | ---------------- | ---------------- | ---------------- | ---------------- | ---------------- | ---------------- | ---------------- | ---------------- | ---------------- | ---------------- | ---------------- | ---------------- | ---------------- | ---------------- | ---------------- | ---------------- | ---------------- | ---------------- | ---------------- | ---------------- | ---------------- | ---------------- | ---------------- | ---------------- | ---------------- | ---------------- | ---------------- | ---------------- | ---------------- | ---------------- | ---------------- |
| 365  | 12               | 8                | 10               | 10               | 12                 | 7                | 10               | 8                | 12               | 10               | 12               | 12               | 7                | 4                | 5                | 10               | 12               | 12               | 8                | 8                | 10               | 7                | 6                | 8                | 7                | 12               | 8                | 10               | 12               | 5                | 10               | 12               | 10               | 7                | 10               | 8                | 10               | 12               | 12               |

### Díjak
A művészeti díj kategóriában megnyerte a Marcel Bezençon-díjat.

## Dalszöveg
| We are the heroes of our time Hero-uh-o-o-oes O-uh-o-o-oh But we're dancing with the demons in our minds Hero-uh-o-o-oes O-uh-o-o-oh – A dal refrénje | Mi vagyunk a korunk hősei Hősei O-uh-o-o-oh De az elménkben démonokkal táncolunk Hősei O-uh-o-o-oh – A dal refrénje magyarul |

## Galéria

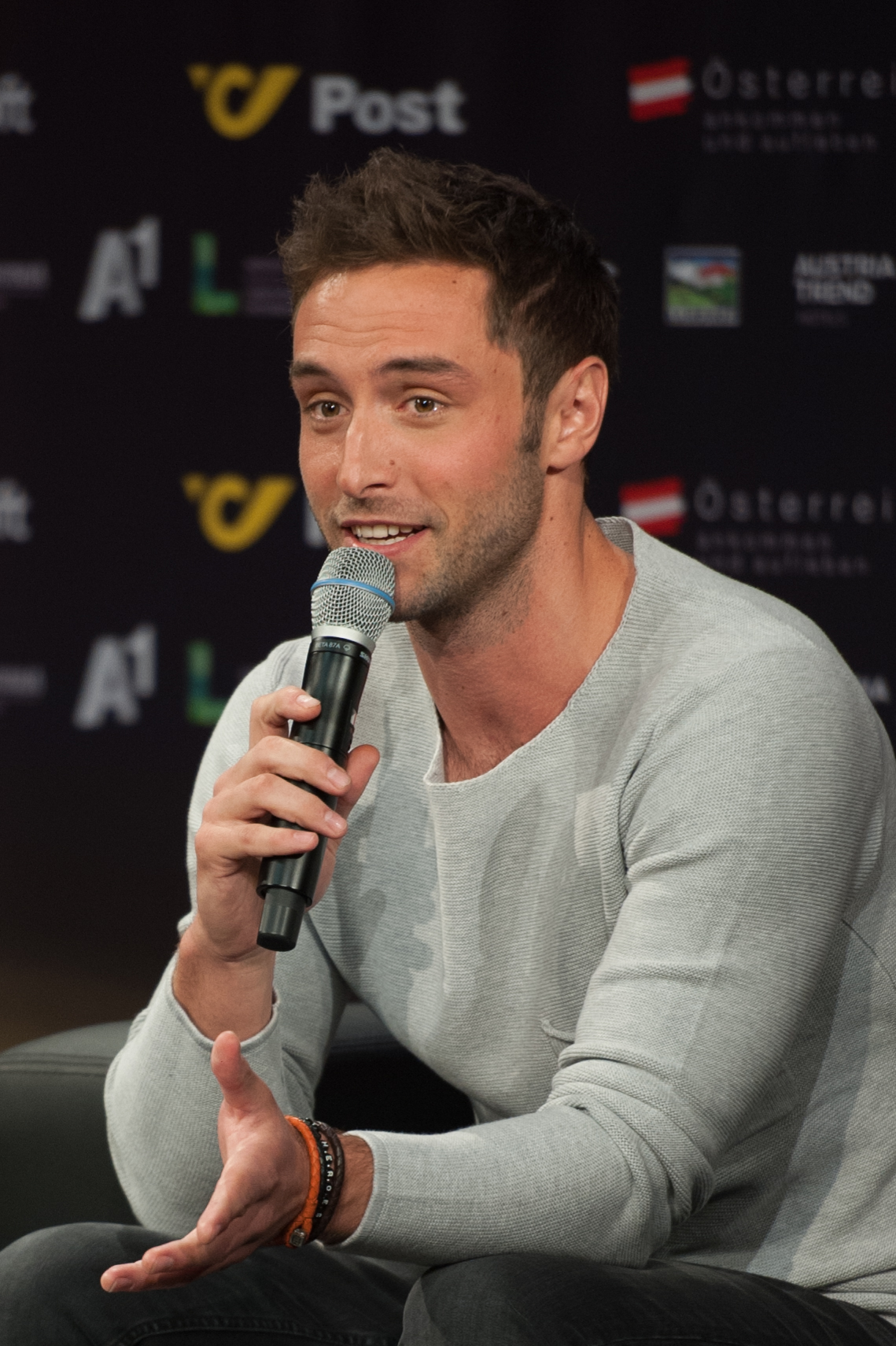
Az első próba utáni sajtótájékoztatón
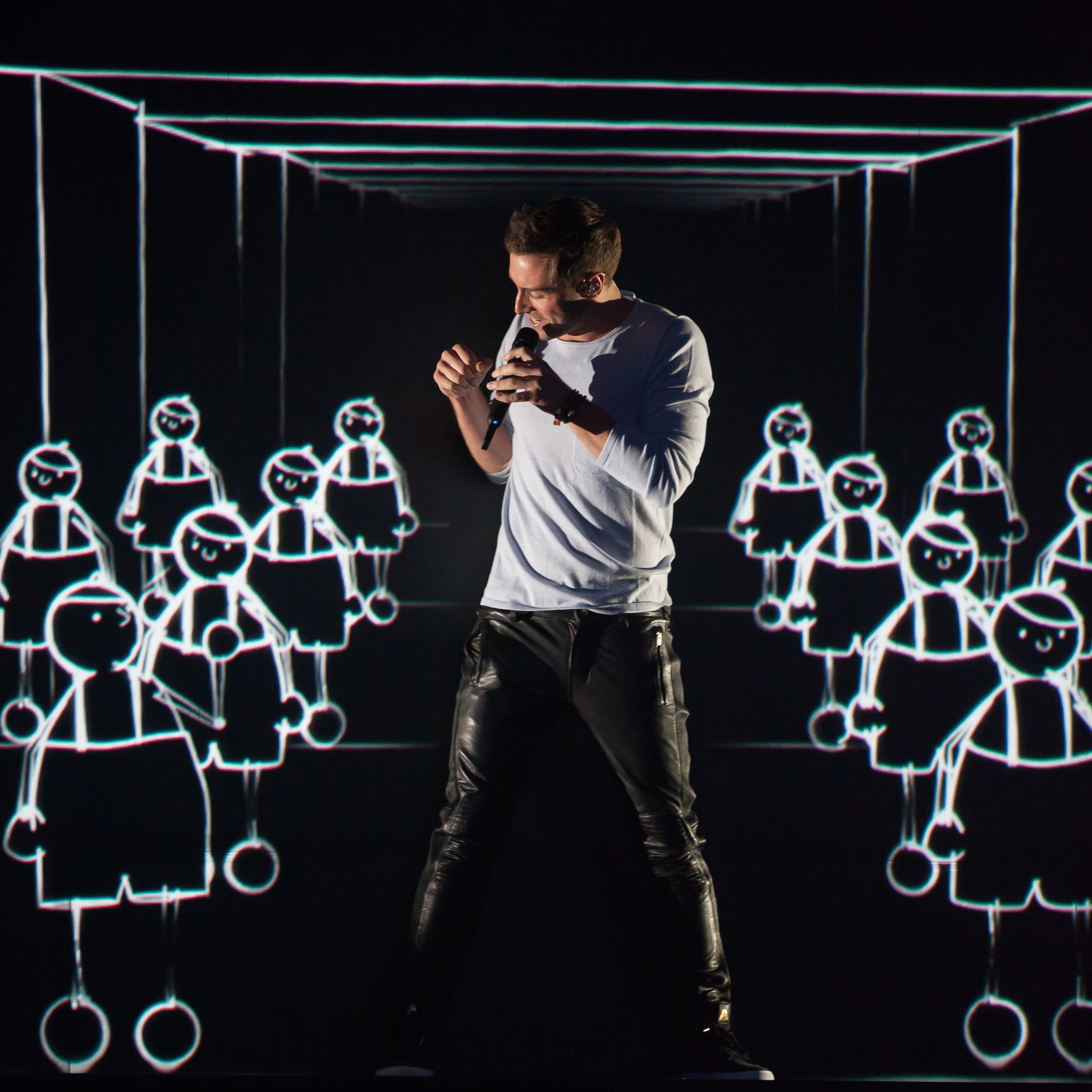
A második próbán
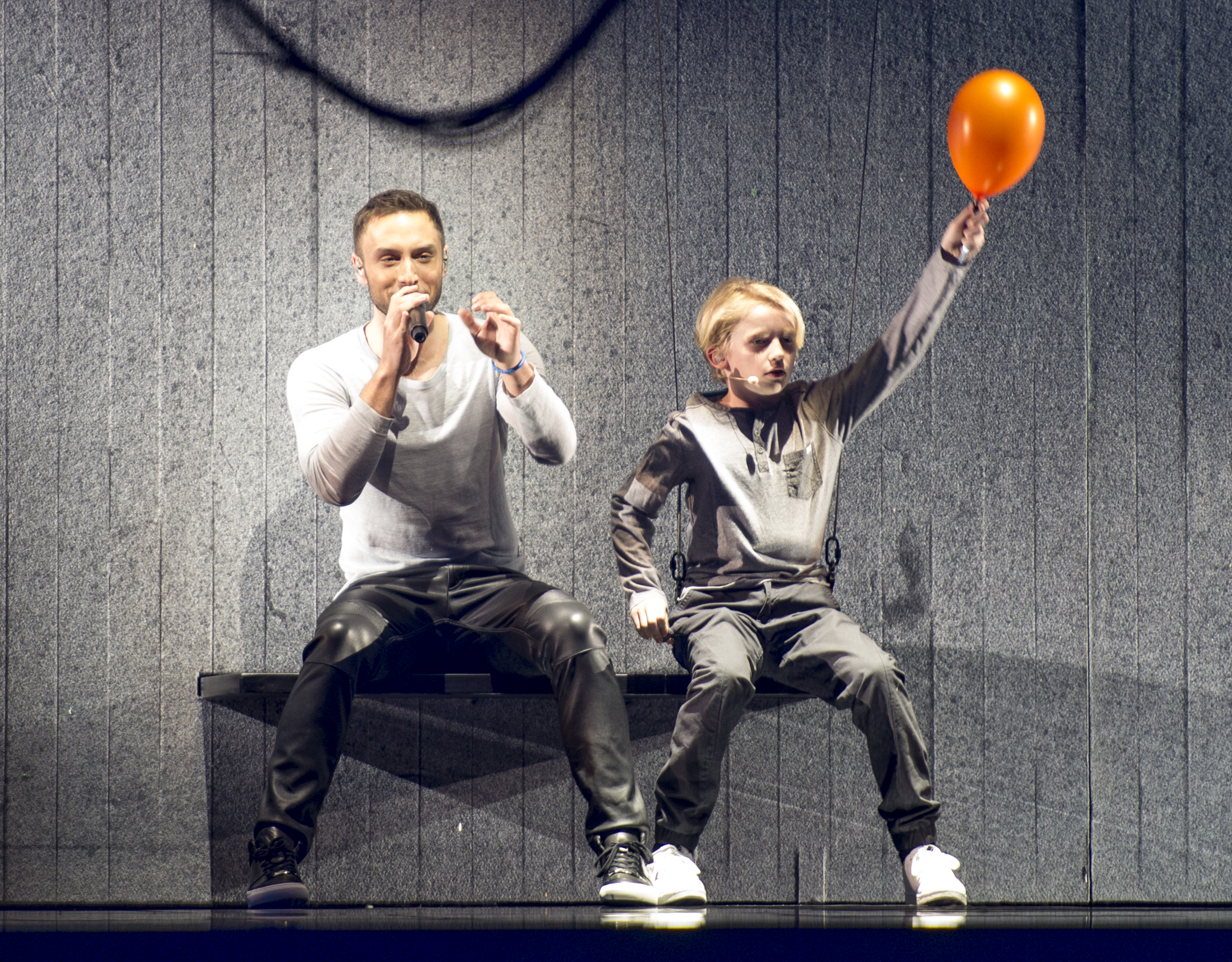
A 2016-os dalfesztivál első elődöntőjében

## Toplisták
| Toplista                                | Csúcspozíció |
| --------------------------------------- | ------------ |
| Ausztrália (ARIA)                       | 19.          |
| Ausztria (Ö3 Austria Top 40)            | 1.           |
| Belgium (Ultratop Flanders)             | 2.           |
| Belgium (Ultratop Wallonia)             | 6.           |
| Csehország (Hitparáda Singles Top 100)  | 69.          |
| Dánia (Tracklisten)                     | 7.           |
| Finnország (Suomen virallinen lista)    | 5.           |
| Franciaország (SNEP)                    | 33.          |
| Görögország (Billboard)                 | 1.           |
| Írország (IRMA)                         | 10.          |
| Izland (Tonlist)                        | 1.           |
| Izrael (Media Forest)                   | 2.           |
| Luxemburg (Digital Songs)               | 3.           |
| Hollandia (Single Top 100)              | 12.          |
| Németország (Official German Charts)    | 3.           |
| Norvégia (VG-lista)                     | 4.           |
| Magyarország (Class 40)                 | 3.           |
| Magyarország (Mahasz Single Top 40)     | 12.          |
| Lengyelország (Airplay Top 20)          | 12.          |
| Románia (Airplay 100)                   | 58.          |
| Oroszország (2M)                        | 3.           |
| Skócia (Official Charts Company)        | 7.           |
| Svédország (Sverigetopplistan)          | 1.           |
| Svájc (Schweizer Hitparade)             | 1.           |
| Szlovákia (IFPI Slovakia Rádio Top 100) | 54.          |
| Törökország (Number One Top 40)         | 3.           |
| Egyesült Királyság (UK Singles Chart)   | 11.          |
| Euro Digital Songs                      | 6.           |